# Podwysokie (rejon oratowski)
Podwysokie (ukr. Підвисоке) – wieś na Ukrainie w rejonie oratowskim, obwodu winnickiego.
Siedziba dawnej gminy Podwysokie w powiecie lipowieckim na Ukrainie.

## Dwór
- murowany dwór wybudowany na przełomie XVIII w. i XIX w. przez Kłoszowskiego lub Klonowskiego[1]. Podwysokie było rezydencją Stanisława Potockiego (zm. w 1870), wnuka Włodzimierza[2].